# 루카스 슈미츠
루카스 슈미츠(Lukas Schmitz, 1988년 10월 13일 하팅겐 ~)는 독일의 축구 선수이다.

## 경력
슈미츠는 TSG 슈프로크회벨에서 축구를 시작하였다. 그는 23경기 출장 11골 득점을 2006-07시즌의 페어반츠리가 베스트팔렌 2에서 기록하였다. 2007년 7월 그는 VfL 보훔의 2군과 계약을 체결하였다. 그는 그곳에서 36경기를 출장하였다.
2009년 5월 8일, 슈미츠는 인근의 라이벌 FC 샬케 04로 둥지를 옮겼다. 그는 2009년 9월 18일, VfL 볼프스부르크를 상대로 프로 데뷔전을 치렀다. 그는 2009년 10월 23일에 첫 프로계약을 맺었고, 2012년 6월 30일까지 유효하도록 하였다.
2011년 6월 17일, 그는 SV 베르더 브레멘과 4년 계약을 체결하였다.

## 사생활
슈미츠는 정치학을 전공하고 있다.